# Slovenska republiška nogometna liga
La Slovenska republiška nogometna liga (in lingua italiana: lega calcistica repubblicana slovena) è stata una competizione per squadre di calcio della Repubblica Socialista di Slovenia, ed era una delle 8 leghe repubblicane che costituivano la terza divisione del campionato jugoslavo.
La vincitrice della Slovenska republiška liga veniva promossa in seconda divisione, la 2. Savezna liga, nella maggior parte dei casi direttamente, mentre fino agli anni '60 erano necessari spareggi contro le vincitrici degli altri gironi della Jugoslavia occidentale.

Le ultime classificate retrocedevano nella divisione inferiore che, fino al 1964 erano le Podsavezne lige ("leghe sottofederali", di solito erano composte da 6 gironi), dal 1965 al 1976 le Zonske lige ("leghe di zona", due gironi Est ed Ovest), mentre dal 1979 al 1991 nelle Območne lige ("leghe regionali", anch'esse divise in Est ed Ovest).

Dal 1976 al 1979 non vi erano state divisioni inferiori dato che, in seguito alle decisioni di Portorose del 17.04.1976, tutte le squadre erano state raggruppate in 12 "selezioni regionali" che militavano nel campionato repubblicano.
Dal 1955 al 1958 non è stata disputata la Slovenska republiška liga. In quelle tre edizioni la terza divisione era stata basata in "Zonske lige" e le squadre slovene furono divise in due gironi: uno occidentale (Ljubljansko-primorska liga; Lubiana + fascia confinaria italiana) ed uno orientale (Mariborsko-varaždinsko-celjska liga; Maribor + Celje + Croazia settentrionale), senza una finale per decretare il campione repubblicano.
La Slovenska republiška liga fu la continuazione della Ljubljanska nogometna podzveza, la sottofederazione di Lubiana. Con l'indipendenza della Slovenia nel 1991, venne sostituita dalla Prva slovenska nogometna liga, la massima serie del campionato sloveno.

## Albo d'oro

### 1920–1941
Durante gli anni del Regno di Jugoslavia, le squadre della Slovenia (al tempo nota come Banovina della Drava) erano incluse nella sottofederazione di Lubiana. Le vincitrici affrontavano le vincenti delle altre sottofederazioni per decretare il campione nazionale jugoslavo.
- 1920 -  Ilirija
- 1920–21 -  Ilirija
- 1921–22 -  Ilirija
- 1922–23 -  Ilirija
- 1923–24 -  Ilirija
- 1924–25 -  Ilirija
- 1925–26 -  Ilirija
- 1926–27 -  Ilirija
- 1927–28 -  Primorje Lubiana
- 1928–29 -  Primorje Lubiana
- 1929–30 -  Ilirija
- 1930–31 -  1.SŠK Maribor
- 1931–32 -  Ilirija
- 1932–33 -  1.SŠK Maribor
- 1933–34 -  Ilirija
- 1934–35 -  Ilirija
- 1935–36 -  SK Lubiana
- 1936–37 -  Železničar Maribor
- 1937–38 -  ČSK Čakovec
- 1938–39 -  1.SŠK Maribor
- 1939–40 -  Železničar Maribor
- 1940–41 -  SK Lubiana

### 1946–1991
Negli anni della Jugoslavia socialista, la Slovenska republiška liga (come le altre Republičke lige) è stata posizionata di solito al terzo livello della piramide calcistica. Nella prima edizione fungeva da qualificazione per la Prva Liga 1946-1947, poi, per un decennio, è salita e discesa più volte, fino a stabilizzarsi nel 1958.
| Liv. | Stagione | Vincitore                                    | Coppa              | Squadre della Slovenia nei campionati federali: (I) 1. liga – (II) 2. liga – (III) 3. liga |
| ---- | -------- | -------------------------------------------- | ------------------ | ------------------------------------------------------------------------------------------ |
| 1°   | 1946     | Nafta                                        | N.D.               |                                                                                            |
| 2°   | 1946–47  | Enotnost                                     | N.D.               | Nafta (I)                                                                                  |
| 3°   | 1947–48  | Guarnigione JNA Lubiana                      | N.D.               | Enotnost (II)                                                                              |
| 3°   | 1948–49  | Železničar Lubiana                           | N.D.               | Odred (II)                                                                                 |
| 4°   | 1950     | Korotan Kranj                                | N.D.               | Odred (II), Rudar Trbovlje, Železničar Lubiana (III)                                       |
| 3°   | 1951     | Korotan Kranj                                | N.D.               | Odred, Rudar Trbovlje (II)                                                                 |
| 2°   | 1952     | Odred                                        | N.D.               |                                                                                            |
| 3°   | 1952–53  | Ovest: Korotan Kranj Est: Kladivar Celje     | Odred              | Odred, Branik Maribor, ŽNK Lubiana, Rudar Trbovlje (II)                                    |
| 4°   | 1953–54  | Ovest: Piran Est: Železničar Maribor         | Odred              | Odred (I), Branik Maribor (II), ŽNK Lubiana, Kladivar Celje, Korotan Kranj, Izola (III)    |
| 4°   | 1954–55  | Ovest: Železničar Gorica Est: Rudar Trbovlje | Odred              | Odred (II), ŽNK Lubiana, Branik Maribor, ŽŠD Maribor, Kladivar Celje (III)                 |
| n.d. | 1955–56  | Zonske lige                                  | Odred              | Odred, ŽNK Lubiana, Branik Maribor, Nova Gorica (II)                                       |
| n.d. | 1956–57  | Zonske lige                                  | Železničar Maribor | ŽNK Lubiana, Odred (II)                                                                    |
| n.d. | 1957–58  | Zonske lige                                  | Odred              | Odred, Branik Maribor, ŽNK Lubiana (II)                                                    |
| 3°   | 1958–59  | Branik Maribor                               | Branik Maribor     | Odred (II)                                                                                 |
| 3°   | 1959–60  | Branik Maribor                               | Železničar Maribor | Odred (II)                                                                                 |
| 3°   | 1960–61  | Maribor                                      | Maribor            | Odred (II)                                                                                 |
| 3°   | 1961–62  | Olimpia Lubiana                              | Olimpia Lubiana    | Maribor (II)                                                                               |
| 3°   | 1962–63  | ŽNK Lubiana                                  | Olimpia Lubiana    | Maribor, Olimpija (II)                                                                     |
| 3°   | 1963–64  | Kladivar Celje                               | Kladivar Celje     | Maribor, Olimpija (II)                                                                     |
| 3°   | 1964–65  | Slovan Lubiana                               | Aluminij           | Olimpija, Maribor, Kladivar Celje (II)                                                     |
| 3°   | 1965–66  | Aluminij                                     | Maribor            | Olimpija (I), Maribor, Slovan (II)                                                         |
| 3°   | 1966–67  | ŽNK Lubiana                                  | Maribor            | Olimpija (I), Maribor, Aluminij (II)                                                       |
| 3°   | 1967–68  | ŽNK Lubiana                                  | Olimpia Lubiana    | Olimpija, Maribor (I), Aluminij (II)                                                       |
| 3°   | 1968–69  | Železničar Maribor                           | Olimpia Lubiana    | Olimpija, Maribor (I), ŽNK Lubiana, Mura, Aluminij (II)                                    |
| 3°   | 1969–70  | Mura                                         | Olimpia Lubiana    | Maribor, Olimpija (I), Železničar Maribor, ŽNK Lubiana (II)                                |
| 3°   | 1970–71  | Mercator                                     | Olimpia Lubiana    | Olimpija, Maribor (I), ŽNK Lubiana, Železničar Maribor, Mura (II)                          |
| 3°   | 1971–72  | Rudar Trbovlje                               | Olimpia Lubiana    | Olimpija, Maribor (I), Mura, Mercator Lubiana, ŽNK Lubiana, Železničar Maribor (II)        |
| 3°   | 1972–73  | Železničar Maribor                           | Maribor            | Olimpija (I), Maribor, Mura, Mercator Lubiana, Rudar Trbovlje (II)                         |
| 3°   | 1973–74  | Rudar Trbovlje                               | Maribor            | Olimpija (I), Maribor, Mura, Mercator Lubiana (II)                                         |
| 3°   | 1974–75  | Mercator                                     | Mura               | Olimpija (I), Maribor, Rudar Trbovlje (II)                                                 |
| 3°   | 1975–76  | Maribor                                      | Mercator           | Olimpija (I), Mercator Lubiana (II)                                                        |
| 3°   | 1976–77  | Rudar Velenje                                | Maribor            | Olimpija Ljubljana (I), Maribor, Mercator Lubiana (II)                                     |
| 3°   | 1977–78  | Mercator                                     | Mercator           | Olimpija (I), Maribor, Rudar Velenje (II)                                                  |
| 3°   | 1978–79  | Rudar Trbovlje                               | Maribor            | Olimpija (I), Maribor, Rudar Velenje, Mercator Lubiana (II)                                |
| 3°   | 1979–80  | Mercator                                     | Rudar Velenje      | Olimpija (I), Maribor, Rudar Velenje, Rudar Trbovlje (II)                                  |
| 3°   | 1980–81  | Šmartno ob Paki                              | Maribor            | Olimpija (I), Maribor, Svoboda, Rudar Velenje (II)                                         |
| 3°   | 1981–82  | Maribor                                      | Slovan Lubiana     | Olimpija (I), Rudar Velenje, Svoboda (II)                                                  |
| 3°   | 1982–83  | Slovan Lubiana                               | Maribor            | Olimpija (I), Maribor (II)                                                                 |
| 3°   | 1983–84  | Maribor                                      | Triglav            | Olimpija (I), Slovan (II)                                                                  |
| 3°   | 1984–85  | Koper                                        | Maribor            | Olimpija, Maribor (II)                                                                     |
| 3°   | 1985–86  | Maribor                                      | Maribor            | Koper (II)                                                                                 |
| 3°   | 1986–87  | Olimpia Lubiana                              | Olimpia Lubiana    | Maribor (II)                                                                               |
| 3°   | 1987–88  | Koper                                        | Maribor            | Olimpija (II)                                                                              |
| 4°   | 1988–89  | ŽNK Lubiana                                  | Maribor            | Olimpija (II), Koper, Maribor, Slovan, Rudar Trbovlje (III)                                |
| 4°   | 1989–90  | Izola                                        | Koper              | Olimpija (I), Maribor, Koper, ŽNK Lubiana (III)                                            |
| 4°   | 1990–91  | Rudar Velenje                                | Koper              | Olimpija (I), Izola, Maribor, Koper (III)                                                  |

## Statistiche

### Statistiche per squadra
| Squadre                                   | Titoli | Anni vittorie Slovenska republiška liga | Anni vittorie Ljubljanska podzveza                                     |
| ----------------------------------------- | ------ | --------------------------------------- | ---------------------------------------------------------------------- |
| Ilirija                                   | 12     | ---                                     | 1920, 1921, 1922, 1923, 1924, 1925, 1926, 1927, 1930, 1932, 1934, 1935 |
| Železničar Maribor                        | 5      | 1954, 1969, 1973                        | 1937, 1940                                                             |
| Maribor                                   | 5      | 1961, 1976, 1982, 1984, 1986            | ---                                                                    |
| ŽNK Lubiana (Železničar/ŽNK)              | 5      | 1949, 1963, 1967, 1968, 1989            | ---                                                                    |
| Olimpia Lubiana (Enotnost/Odred/Olimpija) | 4      | 1947, 1952, 1962, 1987                  | ---                                                                    |
| Svoboda (Mercator)                        | 4      | 1971, 1975, 1978, 1980                  | ---                                                                    |
| 1.SŠK Maribor                             | 3      | ---                                     | 1931, 1933, 1939                                                       |
| Rudar Trbovlje                            | 3      | 1972, 1974, 1979                        | ---                                                                    |
| Branik Maribor                            | 2      | 1959, 1960                              | ---                                                                    |
| Koper                                     | 2      | 1985, 1988                              | ---                                                                    |
| Triglav (Korotan)                         | 2      | 1949, 1950                              | ---                                                                    |
| Primorje Lubiana                          | 2      | ---                                     | 1928, 1929                                                             |
| SK Lubiana                                | 2      | ---                                     | 1936, 1941                                                             |
| Slovan Lubiana                            | 2      | 1965, 1983                              | ---                                                                    |
| Rudar Velenje                             | 2      | 1977, 1991                              | ---                                                                    |
| Aluminij                                  | 1      | 1966                                    | ---                                                                    |
| ČSK Čakovec                               | 1      | ---                                     | 1938                                                                   |
| Guarnigione JNA Lubiana                   | 1      | 1948                                    | ---                                                                    |
| Izola                                     | 1      | 1990                                    | ---                                                                    |
| Kladivar Celje                            | 1      | 1964                                    | ---                                                                    |
| Nafta                                     | 1      | 1946                                    | ---                                                                    |
| Mura                                      | 1      | 1970                                    | ---                                                                    |
| Šmartno ob Paki                           | 1      | 1981                                    | ---                                                                    |
| Železničar Gorica                         | 1      | 1955                                    | ---                                                                    |

### Marcatori
| Stagione | Giocatore              | Reti | Squadra                 |
| -------- | ---------------------- | ---- | ----------------------- |
| 1958–59  | Feri Maučec            | 29   | Mura                    |
| 1959–60  | Feri Maučec            | 26   | Mura                    |
| 1960–61  | Bogdan Pirc            | 26   | ŽNK Lubiana             |
| 1961–62  | Danilo Brezigar        | 29   | Olimpia Lubiana         |
| 1962–63  | Miki Džaferović        | 23   | ŽNK Lubiana             |
| 1963–64  | Drago Devčić           | 28   | Kladivar Celje          |
| 1964–65  | Ivan Krnič             | 29   | Aluminij                |
| 1965–66  | Ivan Krnič Borbaš      | 23   | Aluminij Branik Maribor |
| 1966–67  | Matjaž Zupančič        | 26   | Svoboda                 |
| 1967–68  | Franjo Papec           | 24   | Ljubljana               |
| 1968–69  | Ivan Purgaj            | 28   | Železničar Maribor      |
| 1969–70  | Ivan Krnič             | 19   | Aluminij                |
| 1970–71  | Franc Krojs            | 18   | Branik Maribor          |
| 1971–72  | Rado Mastnak           | 16   | Slavija Vevče           |
| 1972–73  | Franc Krojs            | 18   | Železničar Maribor      |
| 1973–74  | Jani Drnovšek          | 18   | Rudar Trbovlje          |
| 1974–75  | Josip Turčik           | 21   | Mercator Ljubljana      |
| 1975–76  | Bojan Prašnikar        | 23   | Šmartno ob Paki         |
| 1976–77  | Teodor Gregorič        | 18   | Izola                   |
| 1977–78  | Dušan Hvalec           | 18   | Drava Ptuj              |
| 1978–79  | Dušan Hvalec Jože Rous | 15   | Drava Ptuj Mura         |
| 1979–80  | Dušan Poljanšek        | 20   | Mercator Ljubljana      |
| 1980–81  | Bojan Prašnikar        | 19   | Šmartno ob Paki         |
| 1981–82  | Bojan Prašnikar        | 21   | Šmartno ob Paki         |
| 1982–83  | Bojan Prašnikar        | 21   | Šmartno ob Paki         |
| 1983–84  | Milan Bošković         | 21   | Rudar Velenje           |
| 1984–85  | Miloš Breznikar        | 27   | Rudar Trbovlje          |
| 1985–86  | Jože Prelogar          | 30   | Maribor                 |
| 1986–87  | Jože Prelogar          | 17   | Olimpia Lubiana         |
| 1987–88  | Jani Žlak              | 17   | Rudar Trbovlje          |
| 1988–89  | Stojan Plešinac        | 14   | ŽNK Lubiana             |
| 1989–90  | Matjaž Cvikl           | 17   | Rudar Velenje           |
| 1990–91  | Zlatko Herceg          | 18   | Nafta Lendava           |

### Squadre slovene nei campionati federali (1945–1991)
| Squadra                                   | Stagioni | 1. liga | 2. liga | 3. liga |
| ----------------------------------------- | -------- | ------- | ------- | ------- |
| Olimpia Lubiana (Enotnost/Odred/Olimpija) | 40       | 21      | 18      | 1       |
| Maribor                                   | 25       | 5       | 17      | 3       |
| ŽNK Lubiana (Železničar/ŽNK)              | 12       |         | 7       | 5       |
| Svoboda (Mercator)                        | 8        |         | 8       |         |
| Rudar Trbovlje                            | 7        |         | 4       | 3       |
| Mura                                      | 5        |         | 5       |         |
| Rudar Velenje                             | 5        |         | 5       |         |
| Branik Maribor                            | 5        |         | 3       | 2       |
| Železničar Maribor                        | 4        |         | 3       | 1       |
| Koper                                     | 4        |         | 1       | 3       |
| Aluminij                                  | 3        |         | 3       |         |
| Slovan Lubiana                            | 3        |         | 2       | 1       |
| Kladivar Celje                            | 3        |         | 1       | 2       |
| Izola                                     | 2        |         |         | 2       |
| Nafta                                     | 1        | 1       |         |         |
| Gorica                                    | 1        |         | 1       |         |
| Triglav                                   | 1        |         |         | 1       |